# يواش
يواش الأبيعزري هو من الشخصيات المذكورة في التوراة، وردَت أخباره في سفر القضاة (6:25-32)، فهو أبو جدعون.
كان يواش من نسل أبيعزر من سبط منسى، وكان يعيش في عفرة.

## النص من سفر القضاة
| يواش | 25 وَكَانَ فِي تِلْكَ اللَّيْلَةِ أَنَّ الرَّبَّ قَالَ لَهُ: «خُذْ ثَوْرَ الْبَقَرِ الَّذِي لأَبِيكَ، وَثَوْرًا ثَانِيًا ابْنَ سَبْعِ سِنِينَ، وَاهْدِمْ مَذْبَحَ الْبَعْلِ الَّذِي لأَبِيكَ، وَاقْطَعِ السَّارِيَةَ الَّتِي عِنْدَهُ، 26 وَابْنِ مَذْبَحًا لِلرَّبِّ إِلهِكَ عَلَى رَأْسِ هذَا الْحِصْنِ بِتَرْتِيبٍ، وَخُذِ الثَّوْرَ الثَّانِي وَأَصْعِدْ مُحْرَقَةً عَلَى حَطَبِ السَّارِيَةِ الَّتِي تَقْطَعُهَا. 27 فَأَخَذَ جِدْعُونُ عَشْرَةَ رِجَال مِنْ عَبِيدِهِ وَعَمِلَ كَمَا كَلَّمَهُ الرَّبُّ. وَإِذْ كَانَ يَخَافُ مِنْ بَيْتِ أَبِيهِ وَأَهْلِ الْمَدِينَةِ أَنْ يَعْمَلَ ذلِكَ نَهَارًا، فَعَمِلَهُ لَيْلاً. 28 فَبَكَّرَ أَهْلُ الْمَدِينَةِ فِي الْغَدِ وَإِذَا بِمَذْبَحِ الْبَعْلِ قَدْ هُدِمَ وَالسَّارِيَةُ الَّتِي عِنْدَهُ قَدْ قُطِعَتْ، وَالثَّوْرُ الثَّانِي قَدْ أُصْعِدَ عَلَى الْمَذْبَحِ الَّذِي بُنِيَ. 29 فَقَالُوا الْوَاحِدُ لِصَاحِبِهِ: «مَنْ عَمِلَ هذَا الأَمْرَ؟» فَسَأَلُوا وَبَحَثُوا فَقَالُوا: «إِنَّ جِدْعُونَ بْنَ يُوآشَ قَدْ فَعَلَ هذَا الأَمْرَ». 30 فَقَالَ أَهْلُ الْمَدِينَةِ لِيُوآشَ: «أَخْرِجِ ابْنَكَ لِكَيْ يَمُوتَ، لأَنَّهُ هَدَمَ مَذْبَحَ الْبَعْلِ وَقَطَعَ السَّارِيَةَ الَّتِي عِنْدَهُ». 31 فَقَالَ يُوآشُ لِجَمِيعِ الْقَائِمِينَ عَلَيْهِ: «أَنْتُمْ تُقَاتِلُونَ لِلْبَعْلِ، أَمْ أَنْتُمْ تُخَلِّصُونَهُ؟ مَنْ يُقَاتِلْ لَهُ يُقْتَلْ فِي هذَا الصَّبَاحِ. إِنْ كَانَ إِلهًا فَلْيُقَاتِلْ لِنَفْسِهِ لأَنَّ مَذْبَحَهُ قَدْ هُدِمَ». 32 فَدَعَاهُ فِي ذلِكَ الْيَوْمِ «يَرُبَّعْلَ» قَائِلاً: «لِيُقَاتِلْهُ الْبَعْلُ لأَنَّهُ قَدْ هَدَمَ مَذْبَحَهُ». | يواش |